# Hymenogloea
Hymenogloea es un género de hongos en la familia Marasmiaceae. El género es monotípico y su única especie es Hymenogloea riofrioi, nativa de regiones tropicales en América.